# ريو أكيوشي
ريو أكيوشي (باليابانية: 秋吉亮؛ بالكانا: あきよし りょう) هو لاعب كرة قاعدة ياباني، ولد في 21 مارس 1989 في أداتشي في اليابان.

## وصلات خارجية
- ريو أكيوشي على موقع دوري كرة القاعدة الرئيسي (الإنجليزية)
- ريو أكيوشي على موقع الدوري الياباني لكرة القاعدة (الإنجليزية)
- ريو أكيوشي على موقعبيزبول رفرنس.كوم (الدوري الثانوي) (الإنجليزية)